# Jani Sullanmaa
Jani Sullanmaa (* 19. September 1981 in Hyvinkää) ist ein finnischer Curler.
Sullanmaas erste Medaille auf internationaler Ebene war eine Silbermedaille bei der Juniorenweltmeisterschaft-B 2003 in Andorra, als er auf der Position Third im finnischen Team spielte. 
Als Lead spielte Sullanmaa bei den Olympischen Winterspielen 2006 in Turin im Team Finnland mit Skip Markku Uusipaavalniemi, Third Wille Mäkelä, Second Kalle Kiiskinen und Lead Teemu Salo. Hier erreichte die Mannschaft das Finale, das man mit 4:10 gegen die Mannschaft von Skip Brad Gushue aus Kanada verlor.